# Op goed geluk (hoorspel)
Op goed geluk is een hoorspel van Joseph Musaphia. Het werd vertaald en bewerkt door Anne Ivitch en de VARA zond het uit op zaterdag 25 april 1970. De regisseur was Jan C. Hubert. De uitzending duurde 68 minuten.

## Rolbezetting
- Joke Hagelen (Diana Pierce)
- Corry van der Linden (Catherine, haar zuster)
- Jan Borkus (Neville Bell)
- Hans Veerman (Tony Gilbert)
- Nel Snel (de verkoopster)

## Inhoud
Cathy Pearce is een stevige, niet onknappe boerendochter van 33 jaar. Ze heeft altijd voor haar vader gezorgd, maar die is nu gestorven en de boerderij is verkocht. Wat ze nu wenst? Alleen maar een “schoon” baantje in de stad, een gezellig flatje, een tv en verder basta. Maar haar veel jongere zuster Diane is het daar niet mee eens. Ze wil haar dierbare zus eerst weleens “aan de man brengen”. Dat alleen zijn is maar niets. Aan Tony Gilbert, haar vriend, zal Diane eens vragen een gezellig avondje te “versieren”. Tony moet voor een vriend zorgen. Die Cathy zal er nu eindelijk eens aan moeten geloven! Zelf voelt Cathy er niets voor om op goed geluk aan een of andere man gekoppeld te worden. Zal het avondje een succes worden en Dianes opzet slagen?